# Duque de Caxias (Praia Grande)
Duque de Caxias é um dos fortes da cidade de Praia Grande, Estado de São Paulo.
Com sua praça de armas a 92m acima do nível do mar, foi o segundo a ser concluído, em 1918, tendo abrigando a Segunda Bateria do 5º Distrito da Artilharia de Costa.
No ano seguinte, juntamente com os fortes Gomes Carneiro e Jurubatuba, o Duque de Caxias recebeu a designação de 3º Grupo de Artilharia de Costa da Fortaleza de Itaipu, assumindo o seu comando o tenente-coronel José Pacheco de Assis.